# Małgorzata Nawrocka
Małgorzata Nawrocka – polska współczesna dziennikarka, pedagog, literatka, poetka.

## Życiorys
Ukończyła filologię polską na Uniwersytecie Warszawskim. Pracowała jako nauczycielka i po narodzinach pierwszej córki zakończyła to zajęcie. Pierwsze utwory powstały dla nowo narodzonej córki. Twórczość dla dzieci okazała się dla niej pasjonującym zajęciem. W swojej twórczości jak również wywiadach sprzeciwia się publikacjom, które jej zdaniem mają negatywny wpływ na dzieci i młodzież.
Jest autorką ponad 50 książek dla dzieci i młodzieży. Za swoją twórczość otrzymała nagrody Feniks. Otrzymała propozycję napisania „polskiego Harry’ego Pottera” i po zapoznaniu się z twórczością J.K. Rowling powstała trzytomowa saga antymagiczna „Anhar” (2004), drugi tom „Alhar, syn Anhara. Powieść antymagiczna 2” (2007), trzeci „Ariel wnuk Alhara” (2012) i dodatkowo „AIRAM. Ostatnia tajemnica”. Przy ich pisaniu wzorowała się na twórczości  J.R.R. Tolkiena i C.S. Lewisa. Autorka jest zdecydowaną przeciwniczką Harry’ego Pottera, twierdząc, że książki te mają szkodliwy wpływ na rozwój duchowy dzieci, propagują okultyzm oraz wulgaryzują język i obyczaje.
Współpracuje z wydawnictwami katolickimi i Redakcją Katolicką Polskiego Radia i Telewizji, pisze scenariusza do Ziarna oraz do przedstawień teatralnych i jest autorką tekstów piosenek, słuchowisk radiowych, widowisk estradowych oraz tekstów do podręczników szkolnych.
Organizuje i występuje jako prelegent na ogólnopolskich sympozjach dotyczących przemian we współczesnej kulturze jak również zagrożeń duchowych.
Małgorzata Nawrocka jest mężatką i matką trzech córek.

## Twórczość
Wybrane utwory:
- „Piórka z podwórka i inne wiersze”,
- "O małym Jezusie"; 1994,
- "Czy Anioły też chodzą do szkoły?"; 2003,
- "Nikt nie nudzi się w Niebie"; 2005,
- „Warkocze Maryi”; 2005,
- „Urodziny Księżniczki”,
- „Dlaczego święty jest uśmiechnięty?”; 2006,
- „Balkon Pana Boga”, 2010,
- „Legendy chrześcijańskie miast polskich”; 2011,
- „AIRAM. Ostatnia tajemnica”; wyróżnienie FENIKS 2020[2],
- „Twierdza aniołów”; 2014,
- „Dolina aniołów”; nagroda FENIKS 2022[3].